# Magnétotellurique
 (mars 2023).
Si vous disposez d'ouvrages ou d'articles de référence ou si vous connaissez des sites web de qualité traitant du thème abordé ici, merci de compléter l'article en donnant les références utiles à sa vérifiabilité et en les liant à la section « Notes et références ».

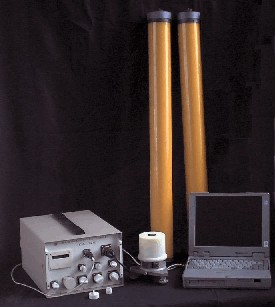
Station de magnétotellurique.

La magnétotellurique, écrite aussi magnéto-tellurique et plus rarement mentionnée sous le nom magnétotellurisme, est une technique d'exploration géophysique basée sur les variations de résistivité du sous-sol, utilisant le champ magnétique induit par les courants telluriques.

## Principe
Il s'agit d'une méthode de prospection électromagnétique où l'on ne maîtrise pas l'émission. Des courants électriques, d'origine naturelle ou artificielle, parcourent en permanence le sous-sol. Leurs variations induisent des champs magnétiques qui peuvent être détectés en surface.
Le dispositif de mesure est constitué de trois magnétomètres orientés selon la verticale et les directions principales de la structure supposée du sous-sol. À chaque station on mesure pendant un certain temps les fluctuations du champ magnétique dans les trois directions.
L'application d'hypothèses simplificatrices (terre plate, homogène et isotrope, le courant ne peut pas avoir de composante verticale, il n'y a pas de source de courant proche de la mesure, etc.) aux équations de Maxwell permet d'obtenir des relations simples entre les trois composantes mesurées, qui ne font intervenir que les paramètres électromagnétiques du sous-sol. Ces relations peuvent se mettre sous forme d'invariants analogues à des résistivités, qui peuvent être cartographiés en fonction de la position de la mesure et de la fréquence du signal, analogue à une profondeur.
Il est ensuite possible d'effectuer une modélisation du sous-sol pour déduire de la cartographie des invariants en fonction de la fréquence une cartographie de la résistivité en fonction de la profondeur.
La magnéto-tellurique est utilisée en prospection de surface. Elle est particulièrement adaptée à la recherche de minerais métalliques et à l'étude de sites géothermiques. La magnéto-tellurique en prospection sous-marine est une extension récente de la magnéto-tellurique terrestre ; elle est utilisée tant en recherche fondamentale qu'en prospection marine.